# PGM Hécate II
A Hécate II egy szabványos nehéz mesterlövészpuska, melyet a francia hadsereg használ. Alkalmanként FR–12,7 (franciául: Fusil à Répétition de calibre 12,7 mm, magyarul: "12,7 mm kaliberű tolózáras puska") megjelöléssel van feltüntetve.

## Leírás
A francia PGM Précision gyártja. Ez a legnagyobb fegyver, amelyet a PGM gyártott, az .50 BMG (12,7×99 mm NATO) lőszert tüzeli.
Tervezete ugyanazt a fémvázas szerkezetet használja, mint a PGM család hasonló puskái, csak ennél a fegyvernél felnagyították. Hozzátartozik egy állítható elülső villaállvány és egy hátulsó kihúzható egylábú állvány. A fegyvercső mélyen bordázott, hogy eloszlassa a hőt és csökkentse a súlyt, ezen felül egy nagy hatásfokú csőszájfékkel is ellátták, hogy annyira lecsökkentsék a visszarúgást, mintha egy 7,62×51 mm NATO kaliberű puskával lőnének. A puskatusát is lehet állítani.
Rombolópuskaként nagy hatótávolságú rombolásra, zavaró tűzre, mesterlövész elhárításra és fel nem robbant robbanótöltetek biztonságos távolságból való megsemmisítésére használják, utóbbi esetben HEIAP (High Explosive Incendiary/Armour Piercing Ammunition; Nagy romboló erejű/Páncéltörő lőszer) lőszerrel.
A szabványos irányzék egy SCROME LTE J10 F1 10x távcső.
A svájci megjelölése a 12,7 mm Präzisionsgewehr 04 (12,7mm PGw 04).

## Lásd még
- PGM Ultima Ratio
- PGM 338
- FR–F2

## Galéria

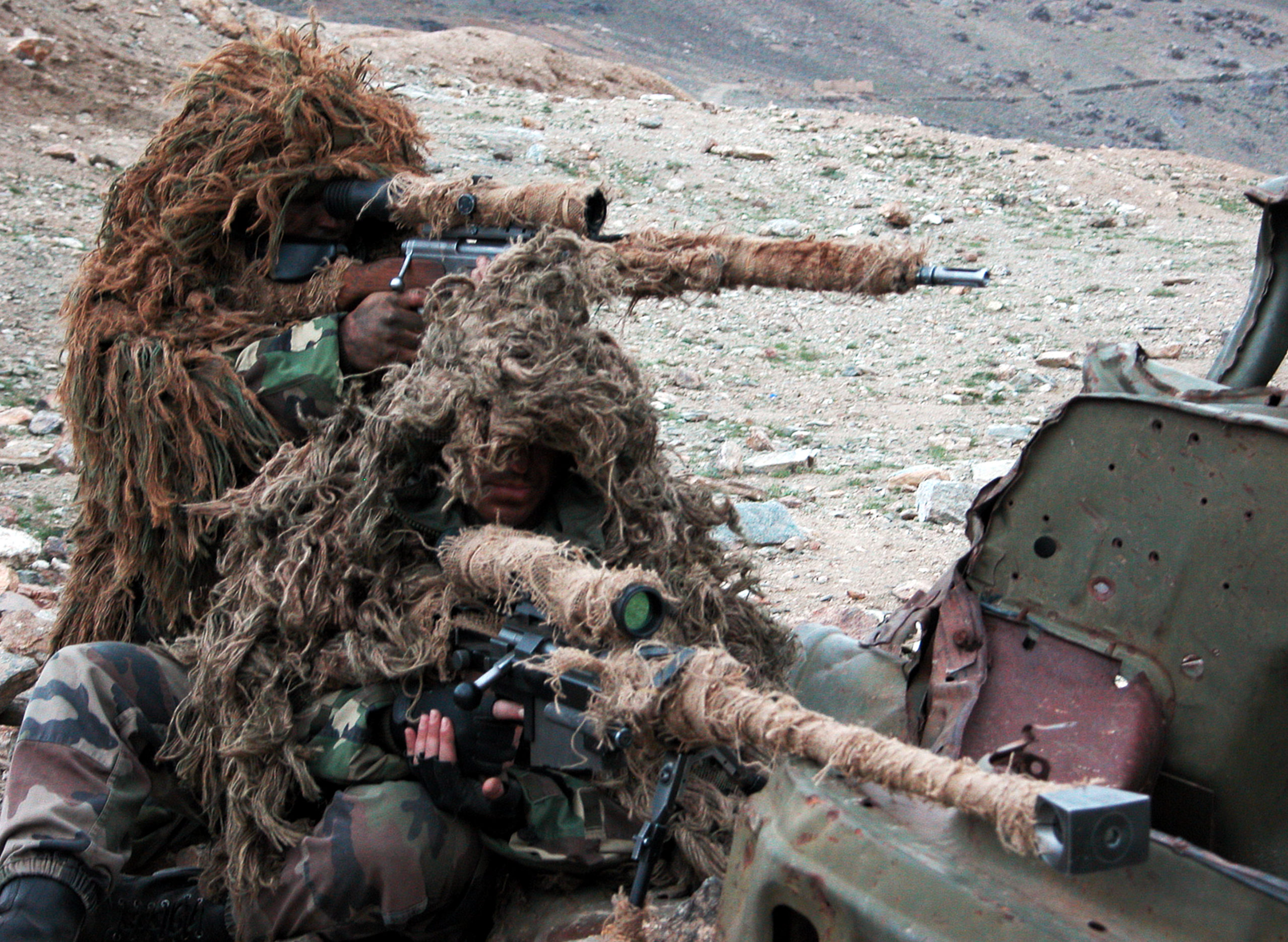
A francia idegenlégió 2. gyalogos ezred mesterlövészei egy PGM Hécate II és egy FR–F2 mesterlövészpuskával Afganisztánban.
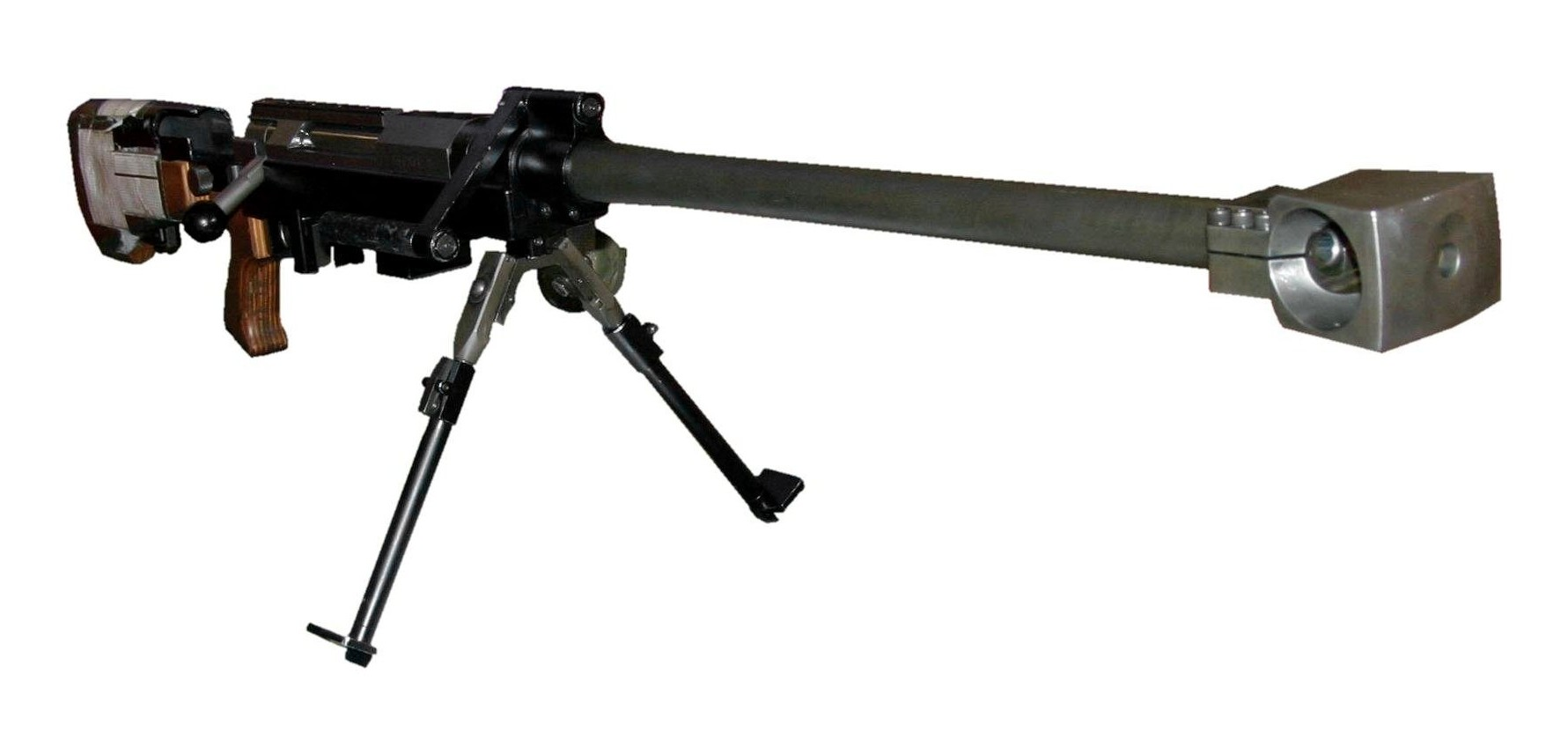
A jellegzetes csőszájfék a PGM Hécate II rombolópuskán.
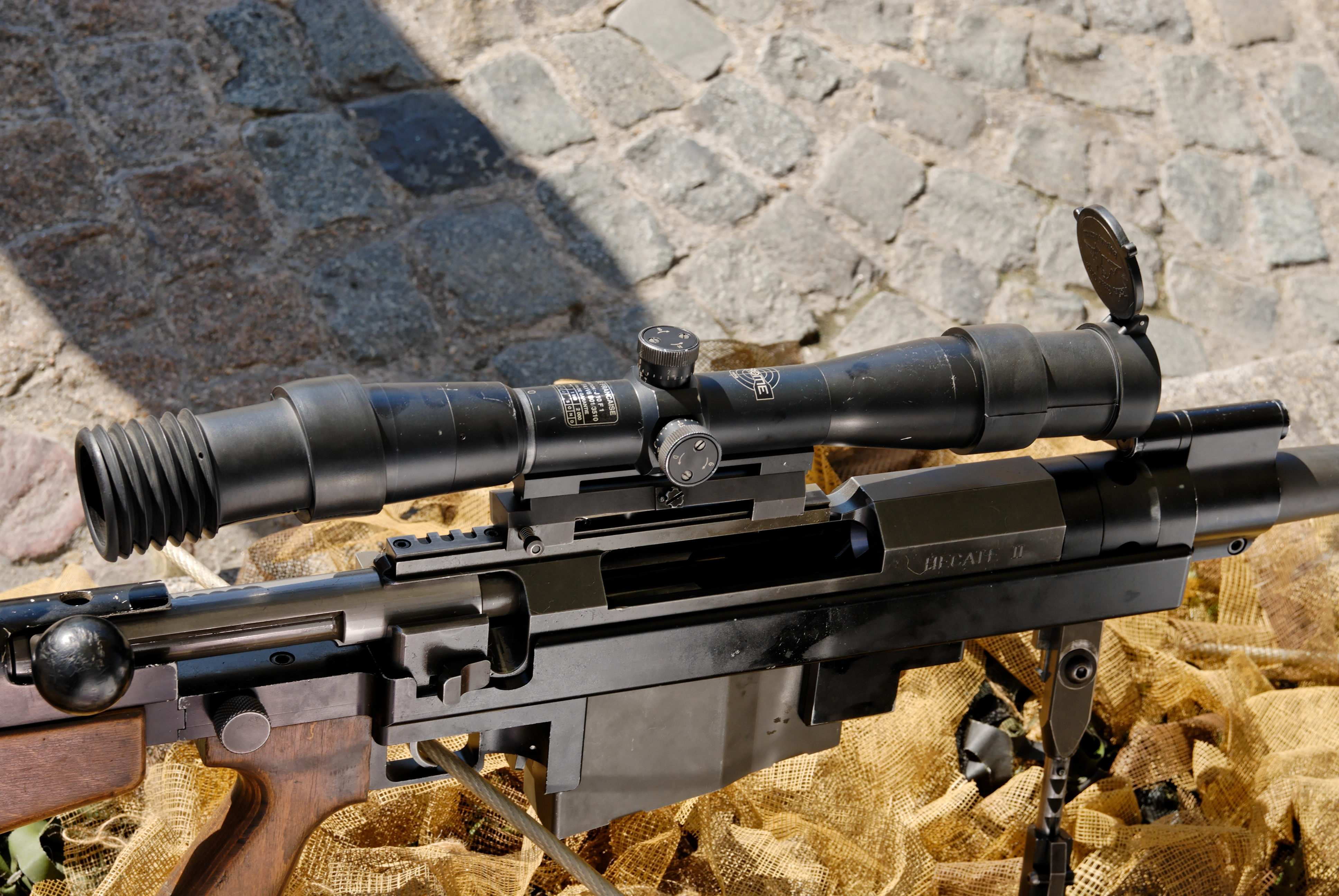
Egy PGM Hécate II a francia hadsereg szabványos távcsövével, a Scrome LTE J10 F1 távcsővel.

## Fordítás
- Ez a szócikk részben vagy egészben  a   PGM Hecate II című angol Wikipédia-szócikk ezen változatának fordításán alapul.  Az eredeti cikk szerkesztőit annak laptörténete sorolja fel. Ez a jelzés csupán a megfogalmazás eredetét és a szerzői jogokat jelzi, nem szolgál a cikkben szereplő információk forrásmegjelöléseként.